# Goniotermasia
Goniotermasia là một chi bướm đêm thuộc họ Noctuidae.